# City Road (Metropolitano de Londres)
Estação City Road é uma estação do metrô de Londres,fechada em 1922.